# Борнгайм (Райнланд)
Борнгайм (нім. Bornheim) — місто в Німеччині, знаходиться в землі Північний Рейн-Вестфалія. Підпорядковується адміністративному округу Кельн. Входить до складу району Райн-Зіг.
Площа — 82,72 км2. Населення становить 48 348 ос. (станом на 31 грудня 2020).